# 趙正印
趙正印（1876年—1952年），字新儒。清末及民國政治人物。山東泰安縣人。
光緒二十九年（1903年）癸卯恩科山東鄉試第一名舉人（解元）。此後赴日本留学，归国历任山东省教育会长等职。民国初年，历任山东督府内政科长、山东省众议院议员、山东省服务委员会委员等职。抗战爆发，前往四川，以教书为生。此后在峨眉山隐居，1952年卒。

### 書目
- （清）法式善等，《清秘述聞三種》，中華書局，清代史料筆記叢刊，ISBN：ISBN 7101017428。